# Черен синап
Черният синап (Brassica nigra) е едногодишно тревисто растение, отглеждано заради семената си, които се използват за подправка. Смята се, че растението произхожда от южния средиземноморски район на Европа и се отглежда от хиляди години.
Подправката обикновено се прави от смлените семена на растението, обвивките на които са отстранени. Малките (1 мм) семена са твърди и имат от тъмнокафяв до черен цвят. Те са със силен вкус, въпреки че почти нямат аромат. Използват се най-често в индийската кухня, например в къри. Съдържат значително количество мазнини. Маслото им често се използва като олио в Индия.
Самото растение достига 50 до 250 см на височина с гроздовидни съцветия от дребни жълти цветове. Те обикновено са до 8 мм в диаметър, с по 4 венчелистчета. Листата са покрити с малки власинки. В топли дни те могат да увяхнат, но през нощта се съживяват.
От 1950-те години популярността на черния синап намалява за сметка на сарепската горчица (Brassica juncea), защото семената на някои сортове сарепска горчица могат да се събират по-ефективно по механичен път.

## Близки растения
Черният синап е близък до белия синап (род Sinapis), въпреки че има по-дребни семена. Черният синап е от един род със зелето.